# 陕西会馆 (阆中)
陝西會館位於四川省南充市閬中市，文物遺址年代判定為清代。該會館於2007年6月1日公佈為四川省第七批文物保護單位。